# Улица Максима Горького (Орёл)
Улица Максима Го́рького (также Го́рьковская) — улица города Орла. Находится в пределах исторического центра — «Верхнего города», в Советском районе. Названа в честь писателя Максима Горького. Одна из оживлённых улиц города. Начинается от реки Орлик, прерывается площадью Ленина и далее доходит до Костомаровской улицы, в районе бывшей Монастырской слободы (в просторечии «Монастырки»).

## История названия
Согласно планов города Орла 1842 и 1860 годов, часть улицы от реки Орлик до пересечения с Болховской (ныне Ленинской) называлась Нижней Дворянской; другие названия: Нижне-Дворянская, Дворянская, 1-я Дворянская, Садово-Дворянская (упомянута за 1867 год). Территория сегодняшней площади Ленина и небольшой участок до ул. Пионерской относилась тогда к улице Болховской. Далее с 1870-х годов часть от Орлика и до современной улицы 8 Марта стала называться «Садовой». В 1928 году после включения Монастырской слободы в городскую черту, Верхне-Монастырскую улицу этой слободы включили в Садовую. Своё сегодняшнее название — «Максима Горького», улица получила 21 июня 1936 года. В 1962 году южная часть деревни Жилина была включена в городскую черту и улица М. Горького продолжилась до пересечения с улицей Костомаровской.

Интересный факт: до конца 1960-х левая нечётная сторона этой части улицы называлась «Максима Горького», а правая чётная — «Заречной». Эту ошибку затем исправили.

## Городские объекты и достопримечательности улицы
- Памятник А. М. Горькому — памятник-стела писателю М. Горькому.
- Памятник сотрудникам органов внутренних дел.
- Дом № 14 (поликлиника № 5) — дом, в котором жил учёный и революционер Штернберг П. К.. Памятник истории, № объекта 5700002000.
- Дом № 17 (территория завода «Продмаш») — здание бывшего римско-католического костёла 1864 года постройки Памятник архитектуры.
- Дом № 23 (жилой дом) — музей М. М. Бахтина — русского философа, культуролога, теоретика европейской культуры и искусства.
- Дом № 43 (место, где стоял Петропавловский собор) — здание областной библиотеки им. И. А. Бунина (до 1992 — им. Н. К. Крупской).
- Бюст И. А. Бунина — бюст писателя И. А. Бунина.
- Дом № 45 (административные учреждения) — бывший дом губернатора, в котором бывали писатели Л. Н. Толстой, И. С. Тургенев, работали поэты Ф. Н. Глинка, А. Н. Апухтин. Памятник истории, № объекта 5700003000.
- Памятник И. С. Тургеневу — памятник И. С. Тургеневу в городском парке.
- Парк культуры и отдыха — городской парк, основан в 1823 году. Памятник искусства, № объекта 571420496950005.

### Галерея
|                                             |                          |                         |                                       |                           |  |
| Памятник сотрудникам органов внутренних дел | Дом № 14. Дом Штернберга | Дом № 23. Музей Бахтина | Дом № 43. Библиотека им. И. А. Бунина | Дом № 45. Дом губернатора |  |